# Lucrezia Roverella
Lucrezia Roverella, vedova Pio di Savoia (Ferrara, inizio XVI secolo – Ferrara, 14 settembre 1584), è stata una nobildonna italiana.

## Biografia
Era figlia del conte palatino Gerolamo Roverella, signore di Montenovo, e di Taddea Contrari dei conti di Vignola.
Si sposò in prime nozze con Vincenzo Mosti, fidato del duca Alfonso I d'Este, ma ne rimase presto vedova. Nel 1530 si risposò con Marco Pio di Savoia, figlio di Giberto I, signore di Sassuolo, e di Eleonora Bentivoglio, il quale ricoprì la carica di ambasciatore per conto degli Estensi. Alla sua morte, avvenuta prematuramente nel 1544, Lucrezia si occupò da sola dell'educazione dei figli (dei quali fu nominata tutrice dal marito in sede testamentaria) e dell'amministrazione delle proprietà di famiglia.
In quanto pronipote del cardinale Bartolomeo Roverella, ricevette in dote il palazzo Roverella di Rovigo, da poco costruito. Acquistò inoltre il monastero di villa Fulvia a Ferrara, che utilizzò come luogo di villeggiatura quando desiderava allontanarsi dalla vita caotica di città.
Alla morte del figlio Ercole, dopo un'accesa lite con la nuora Virginia Marino, Lucrezia riuscì ad ottenere la tutela del nipote Marco, occupandosi della sua educazione e preparandolo alle onerose responsabilità che il titolo di signore di Sassuolo da lui ereditato gli richiedeva.
Descritta come una "donna di ottimo cuore e di molta esperienza" e come un "esempio di costanza e pazienza" durante il periodo della vedovanza, fu stimata e rispettata anche dai tre duchi estensi (Alfonso I, Ercole II ed Alfonso II) che lei vide succedersi nel corso della sua esistenza.
Donna pietosa e molto religiosa, elargì numerose donazioni verso la gente più povera e finanziò diverse opere pubbliche e benefiche a Sassuolo, come l'istituzione del Monte di Pietà nel 1568 e l'edificazione della chiesa di Santo Spirito (poi sconsacrata nel tardo Settecento e trasformata in condominio) nel 1571. Inoltre, nel 1560 offrì ai frati cappuccini la chiesa di Madonna del Macero (oggi nota come Madonna di Sotto).
Morì a Ferrara il 14 settembre 1584. Per sua espressa volontà, fu sepolta assieme al marito, al figlio Enea e ad altri membri della famiglia Pio nel monastero di Santa Chiara di Carpi.

## Discendenza
Lucrezia e Marco ebbero cinque figli:
- Ercole (c. 1535-di tifo a Zara, 20 gennaio 1571), succeduto al cugino Giberto II come signore di Sassuolo nel 1554, sposò il 3 febbraio 1562[13] Virginia di Tommaso Marino (poi madre per seconde nozze della Monaca di Monza) e padre di[14]:
  - Lucrezia (27 aprile 1563 - ?), monaca;
  - Benedetta (27 novembre 1564 - dicembre 1617[15]), sposò nel 1587 Girolamo Sanvitale; implicata nella congiura ordita da marito e suocera, fu condannata al carcere;
  - Vittoria (4 febbraio 1566 - ?), monaca;
  - Marco (4 ottobre 1567 - 27 novembre 1599), che gli succedette;
  - Anna (7 settembre 1568 - ?), monaca;
  - Maria (9 gennaio 1570 - ?), monaca;
  - (illegittima) Alda, monaca.
- Enea (?-19 aprile 1613[16]), signore reggente di Sassuolo dal 1571 al 1584 in nome del nipote Marco. Governatore di Reggio dal 1591 al 1598. Cedette i propri diritti su Sassuolo agli Estensi il 30 giugno 1609. Sposò (1) il 20 aprile 1574 Laura Obizzi (1554-di parto, 20 ottobre 1578)[17], quindi (2) nel 1581 la ferrarese Barbara Turchi:
  - (1) Anna Camilla (1575-4 gennaio 1645), monaca in Carpi col nome di suor Camilla Violante dal 13 settembre 1592;
  - (1) Olimpia;
  - (1) Obizzo;
  - (1) Ercole (nato e morto il 20 ottobre 1578);
  - (2) Manfredo (1583-?);
  - (2) Ascanio (1587-7 ottobre 1649), sposò in prime nozze il 29 aprile 1621 Eleonora di Asdrubale Mattei (?-21 aprile 1622), già vedova di Ferrante di Ippolito I Bentivoglio, e in seconde nozze il 4 dicembre 1627 Beatrice di Enzo Bentivoglio[18][19][20];
    - (1) Carlo (1622-1689), cardinale;
    - (2) Eleonora (1630-18 dicembre 1690), sposò il 1º maggio 1644[21] Ottavio I Gonzaga, Principe di Vescovato;
    - (2) Lucrezia, sposò nel settembre 1658 il cugino Ippolito II Bentivoglio;
    - (2) Costanza (o Caterina), sposò nel febbraio 1650 il conte Francesco Mosti Estense di Ferrara;
    - (2) Luigi (16 luglio 1634-1665), dapprima avviato alla carriera ecclesiastica, intraprende poi la carriera militare e diplomatica al servizio dell'Impero[22];
    - (2) Giberto (giugno 1637-all'assedio di Philippsburg, 1676), intraprese la carriera militare e sposò Juana de Moura Corte Real y Moncada; loro figlio fu Francesco Pio di Savoia, a sua volta padre di Isabella Maria, ultima dei Pio, moglie di Antonio José Valcárcel y Pérez Pastor[23];
    - (2) Alessandro (1º settembre 1640-?);
    - (2) Enea (12 aprile 1646-20 marzo 1705), auditore della Sacra Rota e collezionista d'arte[24];
    - (2) Ottavia, monaca

  - (2) Carlo Emanuele (1585-1641);
  - (2) Giberto (1595-marzo 1619), intraprese la carriera militare e sposò nell'ottobre 1617[25] Margherita (?-1631, poi moglie di Francesco Caracciolo, Duca di Martina[26]), figlia di Marzio Colonna, Duca di Zagarolo, senza averne eredi;
  - (2) Alessandro (1601-?), Cavaliere dell'Ordine di Malta;
  - (2) Lucrezia;
  - (2) Lavinia;
  - (2) Camilla
- Eleonora (?-10 novembre 1596), sposatasi nel 1551 con Ercole Bevilacqua (1528-1553), dal quale ebbe il figlio Ercole, omonimo del padre. Dopo la sua morte si risposò con Guido Bentivoglio (morto nel 1569),[27] da cui ebbe una figlia, Silvia;[28]
- Emilia (?-nel parto di due gemelli, c. 1569), sposò in prime nozze nel 1555 il conte tedesco Ladislao von Haybaron, e in seconde nozze nel settembre 1568 Onofrio Bevilacqua, conte di Maccastorna e Patrizio di Bologna e Ferrara (1539-1598); nozze annullate dopo circa sei mesi, malgrado lo stato di gravidanza della sposa[29][30]
- Margherita (testò il 16 aprile 1592), sposata con Ascanio Sforza, Conte di Borgonovo (morto il 5 gennaio 1597).[31][32]